# Kalopanax septemlobus
Kalopanax · Kalopanax du Japon
Genre
Espèce
Classification phylogénétique
Kalopanax septemlobus, le Kalopanax du Japon, est une espèce de plantes à fleurs de la famille des Araliaceae. C'est un arbre à feuilles caduques. C'est la seule espèce du genre Kalopanax. Il est originaire du nord-est de l'Asie, de Sakhaline et du Japon à l'ouest jusqu'au sud-ouest de la Chine.
On l'appelle cìqiū (刺楸) en chinois, eumnamu (엄나무) en coréen, harigiri (ハリギリ ; 針桐) en japonais et castor aralia, tree aralia ou prickly castor oil tree en anglais.
Il a pour synonyme : Kalopanax pictus (Thunb.) Nakai

## Description
L'arbre atteint 30 m de hauteur, avec un tronc dont le diamètre peut atteindre 1-1,5 m. Les tiges sont souvent épineuses, avec des épines robustes pouvant atteindre 1 cm de long. Les feuilles sont alternes, d'apparence similaire à une grande feuille de Fatsia ou de Liquidambar (sweetgum), 15-35 cm de diamètre, palmées à cinq ou sept lobes, chaque lobe ayant une marge finement dentée.
La forme des lobes de la feuille est très variable, allant de lobes peu profonds à des lobes coupés presque jusqu'à la base de la feuille. Les arbres avec des feuilles profondément lobées ont été dénommés Kalopanax septemlobus var. maximowiczii, mais la variation est continue et n'est pas corrélée avec la localisation, elle n'est donc plus considérée comme distincte.

Les fleurs apparaissent à la fin de l'été en grandes ombelles 20-50 cm de diamètre à l'apex d'une tige, chaque fleur ayant 4 à 5 petits pétales blancs. Le fruit est une petite drupe noire contenant deux graines.

L'arbre est cultivé en Europe et en Amérique du Nord comme plante ornementale pour son aspect "tropical" de ses grandes feuilles palmées. Malgré son aspect tropical, il est très résistant, tolérant des températures allant jusqu'à  −40 °C. La plante pousse très rapidement au début, mais sa croissance ralentit lorsqu'elle atteint environ 40 ans.
L'arbre a été trouvé poussant à l'état sauvage dans plusieurs états américains, tels que le New Hampshire, le Connecticut, et le Maryland. Il est considéré avec inquiétude comme pouvant devenir invasif par le National Park Service et le département des ressources naturelles du Maryland.

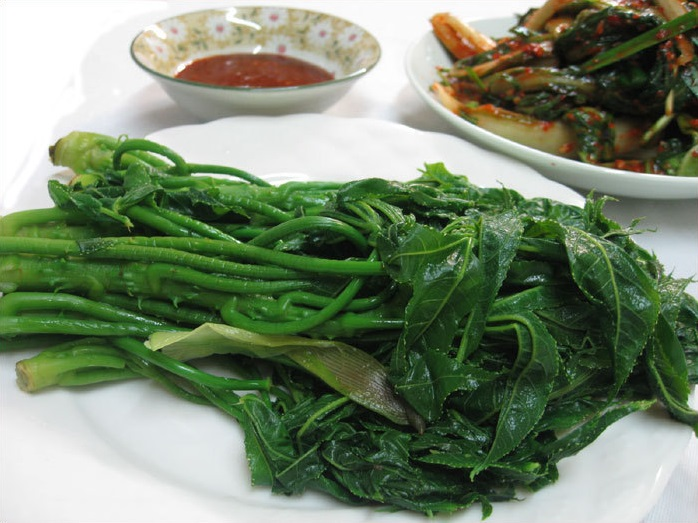
Eumnamu-sun-sukhoe (pousses d'aralia blanchies) servies avec un mélange de vinaigre-gochujang comme sauce de trempage.

## Utilisation culinaire
Dans la Corée, les jeunes pousses, appelées eumnamu-sun, sont souvent consommées comme sukhoe (plat blanchi).